# 耶律耶鲁
耶律耶鲁（11世纪—11世纪），辽朝魏王耶律贴不之子。清宁三年（1057年），过继给无子的晋王耶律隆运为嗣。早卒。